# Топохімічні реакції
Топохімічні реакції— реакції, які протікають за участі твердого тіла на поверхні розділу фаз (напр., дегідратація кристалогідратів, окислення металів). Найбільш практично важливі топохимічні реакції: випал, відновлення, хлорування руд важких і кольорових металів, приготування каталізаторів, отримання феритів, цементація сталі, отримання кераміки і вогнетривів і т. д.
Типові Т.р. – вилуговування, відновлення металів з руд, випалювання, дегідратація кристалогідратів. Як правило, Т.р. протікають нестаціонарно, характеризуються наявністю індукційного періоду, коли в реакцію вступають найбільш реакційно здатні частинки на поверхні або у об’ємі твердого тіла (напр., в області дислокацій). Потім Т.р. супроводжується збільшенням ядер, їх перекриттям і злиттям з утворенням суцільної зони охопленої хімічними перетвореннями.
У більшості випадків топохімічні реакції починаються в області дефектів кристалічної ґратки (дислокацій, границь зерен і т.п.), де втрати енергії на деформацію зв'язків хім. підсистеми з ґраткою зменшуються й існує деякий вільний об'єм, що полегшує переорієнтацію реагуючих частинок і їх взаємодію. У результаті утворюються зародки нової фази продукту й формуються нові протяжні дефекти – міжфазні границі між вихідною твердою матрицею й твердою фазою продукту. Подальший ріст фази продукту відбувається внаслідок реакції на цих границях, а швидкість процесу пропорційна площі поверхні розділу фаз. Таким чином, кінетика Т.р. обумовлена топографією тіла в зоні реакції, що й відображено в терміні (введений В. Кольшуттером у 1919). 2. Хімічна реакція (оборотна чи необоротна), яка включає введення частинки-гостя у структуру господаря. Це супроводжується значними змінами господаря, зокрема розривом хімічних зв’язків. Приклад – впровадження літію у шпінель змінює структуру останньої: 3Li + Li[Mn2]O4 = 2Li2MnO2. При цій реакції симетрія Fd3m змінюється симетрією F3m1. Син. – топотактична реакція. 